# Laleonectes
Laleonectes is een geslacht van kreeftachtigen uit de klasse van de Malacostraca (hogere kreeftachtigen).

## Soorten
- Laleonectes nipponensis (Sakai, 1938)
- Laleonectes stridens Crosnier & Moosa, 2002
- Laleonectes vocans (A. Milne-Edwards, 1878)